# 弗赖默斯海姆
弗赖默斯海姆是德国莱茵兰-普法尔茨州的一个市镇。总面积6.41平方公里，总人口681人，其中男性351人，女性330人（2011年12月31日），人口密度106人/平方公里。